# Frieda Liappa
Frieda Liappa (en grec Φρίντα Λιάππα, Messini, 10 de febrer de 1948 - Atenes 28 de novembre de 1994) va s unera directora, guionista, actriu, productora i poeta grega.

## Biografia
Frieda Liappa va estudiar literatura a la Universitat d'Atenes abans d'anar a estudiar a la London Film School. El 1974, es va incorporar al consell editorial de la gran revista de cinema grec Synchronos kinimatografos (Σύγχρονο κινηματογράφος). Va dirigir mitja dotzena de pel·lícules. És autora de diversos reculls de poesia i prosa.

## Filmografia
- 1972 Meta 40 meres (curtmetratge)
- 1977 Mia zoi se thymamai na fevgeis (curtmetratge)
- 1980 Apetaxamin (curtmrtryage)
- 1981 Oi dromoi tis agapis einai nyhterinoi
- 1983 I elliniki tiletainia (telefilm)
- 1986 Itan enas isychos thanatos
- 1991 Ta hronia tis megalis zestis